# Žít jednou spolu
Žít jednou spolu je krátký optimistický román spisovatelky Jarmily Loukotkové napsaný v roce 1988. Je to příběh o lásce s kriminální zápletkou.
Poprvé vyšel v roce 1988 ve vydavatelství Československý spisovatel.

## Děj
Hospodář ovdověl. Na statku s ním zůstaly dvě dcery a čeledín. Mrtvé ženy všichni litovali, protože umřela po těžké nemoci, ale všem se oddechlo, protože byla tvrdá a krutá. Zvlášť na starší dceru, protože tušila, že mezi ní a čeledínem vznikne láska.
Mezi oběma mladými lidmi láska opravdu je, ale počínající štěstí je zmařeno intrikami, které na čeledína ušily dvě přítelkyně, Zrzka a vdova. Namluvily mu, že s vdovou čeká dítě a že si ji proto musí vzít. Čeledín se cítí v pasti, ale lest brzy prohlédl. Zjistil, že otcem dítěte je řezník z Vršku, který odmítá nést odpovědnost.
Čeledín si s ním chce rozumně promluvit, ale řezníka najde mrtvého. Zalekne se, protože měl s řezníkem několikrát nepříjemné výstupy, vina by určitě padla na něho, a tak uteče pryč spatřen několika lidmi. Od té doby čeledína nikdo neviděl.
Lidé věří tomu, že čeledín řezníka zabil, jen hospodář a jeho dvě dcery vědí, že je nevinný.
Uběhlo sedm let a mezitím přišla válka.
Vdova zemřela a na světě zůstal jen její chlapeček. Chlapce si vzala hospodářova rodina.
Zrzka se konečně provdala, a když její dcera onemocněla, přiznala celou pravdu.
Vypátrali také vraha řezníka z Vršku. Byl jím jeho bratr a zabil ho z majetkových důvodů.
Jednoho dne hospodář a jeho dvě dcery zaslechli křik a podle postavy poznali jejich ztraceného čeledína. Sběhl z války a vojáci se ho snažili chytit, ale na statku čeledín našel úkryt.
Byli zase spolu.